# Ponik (województwo świętokrzyskie)
Ponik – wieś w Polsce położona w województwie świętokrzyskim, w powiecie staszowskim, w gminie Staszów.
W latach 1975–1998 miejscowość położona była w województwie tarnobrzeskim.

## Dawne części wsi – obiekty fizjograficzne
W latach 70. XX wieku przyporządkowano i opracowano spis lokalnych części integralnych dla Poniku zawarty w tabeli 1.

| Nazwa wsi – miasta   | Nazwy części wsi – miasta  | Nazwy obiektów fizjograficznych – charakter obiektu |
| -------------------- | -------------------------- | --- |
| I. Gromada KUROZWĘKI |                            | |
| 1. Ponik             | 1. Błonie 2. Gajówka-Ponik | 1. Błonie — pole 2. Czworka — las, łąka, pastwisko 3. Gola — leśna łąka 4. Kucowie — pole 5. Kupne — pole 6. Mokre — las 7. Morgi — pole 8. Ogrody — pole 9. Placowe — pole 10. Półanki — pole 11. Sieleckie — pole 12. Zadole — pole 13. Żłobiny — pole |